# ویرول
ویرول (به انگلیسی: Wherwell) یک روستا و محله مدنی در بریتانیا است که در Test Valley واقع شده‌است. ویرول ۴۷۳ نفر جمعیت دارد.